# Maxine Wolters
Maxine Wolters (* 25. Mai 1999) ist eine deutsche Nachwuchs-Schwimmsportlerin. Sie gewann bei den als Jugend-Schwimmeuropameisterschaften ausgetragenen Europaspielen 2015 die Goldmedaille über 200 Meter Lagen.

## Werdegang
Die Tochter der Olympiateilnehmerin von 1992 Marion Zoller, verehelichte Wolters, lernte mit neun Jahren schwimmen.
Seit 2013 schwamm und trainierte sie am Olympiastützpunkt Hamburg/Schleswig-Holstein gemeinsam mit Steffen Deibler und Jacob Heidtmann in einer Trainingsgruppe.
Dazu gehört ein dichtgedrängtes und anstrengendes Tagesprogramm. Dennoch schaffte sie es 2015 vom hamburgischen Schulsenator Ties Rabe als Eliteschülerin ausgezeichnet zu werden.
Sie ist seit 2014 Mitglied des Perspektivteams des Deutschen Schwimm-Verbandes.

## Erfolge
Bei den Deutschen Schwimmmeisterschaften 2014 belegte Wolters im Finale über 200 Meter Lagen in 2:17,48 min den fünften Platz; Siegerin war hier Theresa Michalak (2:13,16).
Die Deutschen Kurzbahnmeisterschaften desselben Jahres sahen sie in der gleichen Disziplin in 2:11,52 min auf dem Bronzerang hinter Alexandra Wenk (2:10,50) und nur knapp hinter Julia Leidgebel (2:11,39).
Bei den Europaspielen 2015 in der Hauptstadt Aserbaidschans Baku gewann Wolters die 200 Meter Lagen in 2:13,37 min vor einer Italienerin und einer Britin.
Sie erreichte darüber hinaus Silber über 200 Meter Rücken (2:11,38 min) und drei vierte Plätze, über 50 Meter Rücken im Einzelrennen und mit der 4×100-Meter-Freistil- und der 4×100-Meter-Lagenstaffel.
Bei den Deutschen Kurzbahnmeisterschaften 2015 holte sie erneut Bronze, und zwar über 100 Meter Rücken in 59,42 s (Altersklassenrekord) hinter Jenny Mensing (58,50) und Katarzyna Baranowska (59,36). Über ihre Spezialstrecke 200 Meter Lagen wurde sie Fünfte.

## Auszeichnungen
- Deutschen Schwimm-Verband: Nachwuchsschwimmerin des Jahres 2015 (Wertung der Jahrgänge 1999 bis 2002) ausgezeichnet.[10]
- Dritter Platz bei der Wahl zum „Eliteschüler des Sports“ 2015[11]